# Complexo de Frankenstein
Nos romances de robôs de Isaac Asimov, Complexo de Frankenstein é um termo coloquial para designar o medo de robôs. Nos livros de Asimov a fobia estende-se a máquinas que lembram seres humanos (androides). É semelhante em muitos aspectos, à hipótese Uncanny valley de Masahiro Mori.
O nome deriva de Victor Frankenstein do livro Frankenstein, ou O Moderno Prometeu de Mary Shelley. Na história de Shelley, Victor Frankenstein cria um ser inteligente. Ele considera a sua criação atroz, e decide abandoná-lo. Isto acaba causando a morte de Victor como conclusão de uma vingança entre ele e sua criação. A criatura é provavelmente o primeiro robô verdadeiro na literatura, mesmo ele sendo totalmente orgânico.
Note-se a distinção entre Frankenstein o criador e o monstro de Frankenstein: Complexo de Frankenstein, não é medo de roboticistas ou cientistas loucos, mas sim de seres humanos artificiais, embora o medo de uma coisa, de um modo geral implica algum medo da outra.
A opinião pública em relação a robôs na maioria da histórias de Asimov é de medo e de suspeita: o medo das pessoas comuns é que robôs irão substituí-las ou domina-las. Embora seja impossível sob a dominação das Três Leis da Robótica, que afirmam claramente que um robô não pode prejudicar um ser humano ou, por inacção, permitir que um ser seja prejudicado, o público de ficção não escuta a lógica, mas sim o medo.
Nos romances de robôs de Asimov, o Complexo Frankenstein é um grande problema para os roboticistas e fabricantes de robôs. Eles fazem tudo o que for possível para acalmar a opinião pública e mostrar-lhe que os robôs são inofensivos, por vezes escondendo a verdade, para que o público não se equivoque e leve a paranóia ao extremo. O medo por parte do público e a resposta dos fabricantes é um exemplo do tema do paternalismo, o temor do paternalismo, e os conflitos que surgem a partir dele estão presentes na ficção de Asimov.